# گروه هنر ملی از آغاز تا پایان (۱۳۵۷–۱۳۳۵)
گروه هنر ملی از آغاز تا پایان (۱۳۵۷–۱۳۳۵) کتابی به کوششِ روح‌الله جعفری است که زمستانِ ۱۳۹۵ توسّط نشر افراز به زبان فارسی منتشر شد و در زمستانِ ۱۳۹۶ در فهرست نامزدهای دریافت جایزه کتاب سال قرار گرفت و به عنوان یکی از برگزیدگان سی و پنجمین دوره کتاب سال ایران انتخاب شد.
مراسم رونمایی کتاب عصرِ ۲۱ اسفند ۱۳۹۵ در موزه سینمای ایران برگزار شد. برای رونمایی این کتاب اکبر هاشمی رفسنجانی، سید رضا صالحی امیری، عباس جوانمرد و نصرت پرتوی پیام دادند که در مراسم خوانده شد. کانون کارگردانان خانه تئاتر مراسم شناخت‌نامه کتاب را عصر ۱۴ اردیبهشت‌ماه ۱۳۹۶ در سالن انتظامی خانه هنرمندان برگزار کرد. در این مراسم اصغر همت، روح‌الله جعفری و نصرت پرتوی دربارهٔ کتاب صحبت کردند.

## دربارهٔ کتاب
. . . کارِ ارزندهٔ تحقیقِ دکتر، بیش از دوازده سال، نه فقط بی‌جهت نبود، بلکه شایستگیِ تحقیق‌گر را به اثبات می‌رساند. . . .

نصرت پرتوی، ۱۳۹۵

. . . شما به کارهای پژوهشی این پسر که روح‌الله نام دارد، نگاه کنید. راه دور نروید، نمونه‌اش را فقط در دو مجلد قطور «گروه هنر ملی از آغاز تا پایان» که به‌راستی اعجاب‌انگیز است و من در همه اوراق آن زندگی کرده‌ام، می‌توانید ببینید. . . .

عبّاس جوانمرد، ۱۳۹۶
کتاب ماحصل بیش از دوازده سال پژوهش دربارهٔ فعالیت‌های گروه هنر ملّی است.
دو رئیس‌جمهور پیشین ایران، اکبر هاشمی رفسنجانی و سید محمد خاتمی، برای این کتاب تقریظ نوشته‌اند.
در دهمین سالگرد «مرکز ملی خدمات زبان‌ها در آمریکا» کتاب «گروه هنر ملی از آغاز تا پایان ۱۳۳۵–۱۳۵۷» نماینده فرهنگی ایران شد. به گفته صادق خاموشی عضو انجمن بازیگران خانه تئاتر ایران «این کتاب به گواه بزرگان خانواده هنر نمایش و پژوهشگران برجسته این حوزه، بزرگ‌ترین پژوهش تاریخ معاصر تئاتر ایران است. اهمیت علمی این اثر به حدی است که دو رئیس‌جمهور ایران (رؤسای دولت‌های پنجم و ششم و هفتم و هشتم) برای آن دیباچه نوشته‌اند. پیش از این هرگز سابقه نداشته که بلندمرتبه‌ترین مقام اجرایی کشور ایران، برای یک اثر پژوهشی تئاتری مقدمه بنویسد.»

## جایزه‌ها
- کتاب برگزیده سال ۱۳۹۶[۱]

روح‌الله جعفری برای تألیف این کتاب پژوهش‌گر برگزیدهٔ انجمن منتقدان و نویسندگان خانهٔ تئاتر ایران در سال ۱۳۹۵ شد.
کتاب پس از انتشار مورد توجه کمیسیون ملّی یونسکو در ایران هم قرار گرفت و آرم کمیسیون برای چاپ دوّم به کتاب اعطا شد.